# Alfred Hershey
Pour les articles homonymes, voir Hershey.
Alfred Day Hershey (4 décembre 1908 - 22 mai 1997) était un microbiologiste et généticien américain. Il obtient le prix Nobel de physiologie ou médecine en 1969, avec Salvador Luria et Max Delbrück.

## Biographie
Alfred Hershey est né à Owosso, dans le Michigan, il est diplômé en chimie de l'université de l'État du Michigan en 1930 et obtient son doctorat en bactériologie en 1934, et est nommé peu de temps après au département de bactériologie de l'Université Washington à St. Louis.
Il commence alors à mener des expériences sur les bactériophages avec l'italo-américain Salvador Luria et l'allemand Max Delbrück en 1940, et ils se rendent compte que lorsque deux lignées différentes de bactériophage infectent la même bactérie, les deux virus (bactériophages) ont échangé de l'information génétique.
Il s'installe en 1950 au Cold Spring Harbor Laboratory, dans l'État de New York pour rejoindre le département de génétique du Carnegie Institution of Washington, où il met en place une expérience célèbre : l'expérience de Hershey et Chase, avec Martha Chase en 1952. Cette expérience a prouvé formellement que l'information génétique n'est pas portée par les protéines, mais bien par l'ADN.
Il devient directeur de la Carnegie Institution en 1962 et reçoit le prix Nobel le médecine en 1969, partagé avec Luria et Delbrück pour leur découverte sur la réplication des virus et de leur structure génétique.